# Rivolta del pane
Rivolta del pane è il nome tradizionalmente dato a vari movimenti di protesta.
Già in epoca romana era politica delle autorità di curare tramite le frumentationes la distribuzione di grano a prezzo calmierato o addirittura gratuito. Per realizzare questo era necessario mantenere una struttura annonaria che curasse il reperimento e il trasporto di grandi masse di cereali, dapprima dalla Sicilia e poi dall'Egitto.
Hanno preso il nome di rivolta del pane:
- La rivolta a Milano del 1628, descritta da Alessandro Manzoni con il ricordo dell'assalto al forno delle grucce.
- La rivolta a Fermo del 1648, a seguito del trasferimento a Roma delle riserve granarie.
- La rivolta di Fano del 1791. aumento del prezzo della farina
- I moti popolari del 1838, detti anche protesta dello stomaco.
- Lo sciopero del pane e delle rose del 1912 a Lawrence (Massachusetts).
- Lo sciopero del pane di Torino dell'agosto del 1917[1], anche noto come guerra del pane[2].
- La strage del pane a Palermo nel 1944.
- Le rivolte del pane (أحداث الخبز) in Tunisia nel 1983-1984.
- La rivolta in Tunisia del gennaio del 2011.